# Cooling-off-Periode
Als Cooling-off-Periode (auch Cooling-off-Phase, Cooling-off-Frist, Cooling-down-Periode und Abkühlungsphase) wird im Bereich der Rechtswissenschaften ein Zeitintervall verstanden, während der die Unvereinbarkeit bestimmter Aufgaben bei juristischen Personen gegeben ist (siehe in der Politik: Grundsatz der Inkompatibilität) oder ein Abkühlungs-Zeitintervall für die Parteien eines Verfahrens.

## Aktiengesetz

### Deutschland
In Deutschland ist in § 100 Abs. 2 Zif. 4 des Aktiengesetzes eine Cooling-off-Periode von zwei Jahren vorgesehen für Vorstandsmitglieder einer börsennotierten Gesellschaft (Kapitalgesellschaft). Vorstandsmitglieder können nicht vor Ablauf von zwei Jahren dem Aufsichtsrat derselben Gesellschaft angehören. Ausnahme: die Wahl des betreffenden Vorstandes erfolgt auf Vorschlag von Aktionären, die mehr als 25 Prozent der Stimmrechte an der Gesellschaft halten. Gemäß Zif 5.4.4 des Deutschen Corporate Governance Kodex soll eine solche Entscheidung der Hauptversammlung eine zu begründende Ausnahme sein.
Grund für diese Regelung ist, dass eine Person, die dem Aufsichtsrat einer börsennotierten Gesellschaft angehört schwerlich den Vorstand kritisch betrachten wird, der eine Strategie verfolgt, welche zuvor vom nunmehrigen Aufsichtsratsmitglied im Vorstand als damaliges Vorstandsmitglied zuvor beschlossen und verfolgt wurde.

### Österreich
Wie in Deutschland wird auch im österreichischen Aktiengesetz, § 86 Abs. 4 Zif. 2, eine Cooling-off-Periode von zwei Jahren festgeschrieben. Ähnlich wie in Deutschland, wird auch im Österreichischen Corporate Governance Kodex, Zif. 55, eine zweijährige Cooling-off-Periode vorgegeben. Dabei darf jedoch dem Aufsichtsrat „nicht mehr als ein ehemaliges Vorstandsmitglied angehören, für das die zweijährige Frist noch nicht abgelaufen ist. Ein Mitglied des Aufsichtsrats einer börsennotierten Gesellschaft, das in den letzten zwei Jahren Vorstandsmitglied dieser Gesellschaft war, kann nicht zum Vorsitzenden des Aufsichtsrats gewählt werden.“

## Amt der Europäischen Union für Geistiges Eigentum
Im Rahmen des Widerspruchsverfahrens des Amts der Europäischen Union für Geistiges Eigentum, ist eine „Cooling off-Frist“ vorgesehen. Dies ist eine Phase in der, „den Parteien Gelegenheit gegeben [wird], das Verfahren zu beenden, ohne dass ihnen zusätzliche Kosten entstehen. Die ‚Cooling off‘-Frist läuft zwei Monate nach Mitteilung der Zulässigkeit des Widerspruchs ab. Sie kann um 22 Monate verlängert werden, so dass sie sich insgesamt auf 24 Monate belaufen kann. Nach Ablauf der ‚Cooling-off‘-Frist beginnt der kontradiktorische Teil des Verfahrens.“

## Abschlussprüfung bei Unternehmen
Im Sarbanes-Oxley-Act, SEC 206, wurde 2002 eine Cooling-off-Periode von ein bzw. zwei Jahren für Wirtschaftsprüfer bei in den USA börsennotierten Unternehmen eingeführt, bevor ein Wirtschaftsprüfer (als Abschlussprüfer) eine Stelle mit Überwachungsfunktion in diesem Unternehmen antritt.
Ähnlich wurde innerhalb der Europäischen Union nach Richtlinie 2006/43/EG (Abschlussprüfungsrichtlinie) (auch: 8. Richtlinie), Art. 42 Abs. 3, eine Cooling-off-Periode von zwei Jahren vorgesehen, welche in das nationale Recht zu übertragen war. In Deutschland erfolgte dies mit einer Regelung in § 43 WPO, wonach Abschlussprüfer von Unternehmen von öffentlichem Interesse mindestens 2 Jahre keine wichtige Führungsposition im geprüften Unternehmen ausüben dürfen, Partner und angestellte am Prüfungsauftrag beteiligte Wirtschaftsprüfer sowie Abschlussprüfer von sonstigen Unternehmen (also keine Unternehmen von öffentlichem Interesse) mindestens ein Jahr.